# Fantôme (physique quantique)
En théorie quantique des champs, un fantôme, une particule fictive ou particule fantôme, un champ fantôme ou un fantôme de jauge est un état sans existence physique dans une théorie de jauge. Les fantômes sont nécessaires pour maintenir l'invariance de jauge dans les théories où les champs locaux dépassent un certain nombre de degrés de liberté physiques.
Si une théorie donnée est rendue cohérente par l'introduction de fantômes, ces états sont qualifiés de « bons ». Les bons fantômes sont des particules virtuelles introduites pour la régularisation, comme les fantômes de Faddeev-Popov (en) . Sinon, les « mauvais » fantômes admettent des états non virtuels indésirables dans une théorie, comme les fantômes de Pauli-Villars qui introduisent des particules avec une énergie cinétique négative.
Un exemple de la nécessité des champs fantômes est le photon, qui est généralement décrit par un potentiel vectoriel à quatre composantes Aμ, même si la lumière n'a que deux polarisations autorisées dans le vide. Pour supprimer les degrés de liberté non physiques, il est nécessaire d’appliquer certaines restrictions ; une façon de réaliser cette réduction consiste à introduire un champ fantôme dans la théorie. Bien qu'il ne soit pas toujours nécessaire d'ajouter des fantômes pour quantifier le champ électromagnétique, les champs fantômes sont strictement nécessaires lorsqu'il s'agit d'extensions non abéliennes de la théorie de Yang – Mills au modèle standard,.
Un champ avec un nombre fantôme  (nombre d'excitations fantômes dans le champ) négatif est appelé un anti-fantôme.

## Bons fantômes

### Fantômes de Faddeev-Popov
Les fantômes ou particules fictives de Faddeev-Popov (en) sont des champs anticommutatifs supplémentaires qui sont introduits pour maintenir la cohérence de la formulation intégrale de chemin. Ils portent le nom de Ludvig Faddeev et Victor Popov .

### Bosons de Goldstone
Les bosons de Goldstone sont parfois appelés fantômes. Principalement, lorsqu'on parle de la disparition des bosons de la rupture spontanée de la symétrie électrofaible à travers le mécanisme de Higgs. Ces bons fantômes sont des artefacts de fixation de jauges. Les composantes de polarisation longitudinale des bosons W et Z correspondent aux bosons de Goldstone de la partie spontanément brisée de la symétrie électrofaible SU(2) ⊗ U(1), qui ne sont cependant pas observables. Parce que cette symétrie est mesurée, les trois bosons potentiels de Goldstone, ou fantômes, sont « mangés » par les trois bosons de jauge ( W ± et Z ) correspondant aux trois générateurs brisés ; cela donne à ces trois bosons de jauge une masse et le troisième degré de liberté de polarisation nécessaire associé.

## Mauvais fantômes
Les « mauvais fantômes » représentent une autre signification plus générale du mot « fantôme » en physique théorique : états de norme négative ou champs avec le mauvais signe du terme cinétique, tels que les fantômes de Pauli-Villars, dont l'existence permet des probabilités négatives, violant ainsi l'unitarité.
Les particules fantômes peuvent réaliser la symétrie ou la briser dans les champs de jauge. Les "bonnes particules fantômes" telles que les fantômes de Faddeev-Popov (en) permettent de rendre invariant le Lagrangien du modèle standard (naturellement soumis à une brisure spontanée de symétrie) par une fixation de jauge  dans une quantification BRST (en), tandis que les mauvaises particules fantômes brisent la symétrie en introduisant la matrice G non abélienne qui change la symétrie, principale raison ayant mené à l'introduction de dérivées de jauge covariantes et contravariantes.